# Bundesmantelvertrag
Ein Bundesmantelvertrag (BMV) ist eine Vereinbarung zwischen der Kassenärztlichen Bundesvereinigung und dem Spitzenverband Bund der Krankenkassen zur Sicherstellung der vertragsärztlichen Versorgung der Versicherten einschließlich der mitversicherten Familienangehörigen. Rechtsgrundlage ist § 82 Abs. 1 SGB V.
Die Bundesmantelverträge bilden den allgemeinen Inhalt der Gesamtverträge zwischen den Kassenärztlichen beziehungsweise Kassenzahnärztlichen Vereinigungen und den Krankenkassen- und  Ersatzkassenverbänden auf Landesebene. Die Bundesmantelverträge sind für die Krankenkassen und die Vertragsärzte bzw. Vertragszahnärzte verbindlich.

## Vertragspartner
Vertragspartner sind im vertragsärztlichen Bereich die Kassenärztliche Bundesvereinigung (KBV) bzw. im vertragszahnärztlichen Bereich die Kassenzahnärztliche Bundesvereinigung (KZBV) einerseits und seit 1. Juli 2008 der Spitzenverband Bund der Krankenkassen (GKV-SV) andererseits. Vorher wurden die Verträge auf Seiten der Krankenkassen durch die Bundesverbände der Primärkassen gemeinsam bzw. durch den Verband der Ersatzkassen abgeschlossen.
Kommt es zu keiner Einigung zwischen den Vertragspartnern, entscheidet nach  § 89 Abs. 4 SGB V das Bundesschiedsamt.

## Vertragsinhalt
Inhalt der Bundesmantelverträge sind die Vertragsangelegenheiten, die notwendigerweise bundeseinheitliche Regelungen voraussetzen oder von den Vertragspartnern als regelungsbedürftig angesehen werden, ohne den Vertragspartnern der Gesamtverträge über den allgemeinen Inhalt hinaus bestehenden Gestaltungsspielraum einzuschränken. Der Gesetzgeber hat im Lauf der Zeit immer weitere Vorgaben in das SGB V aufgenommen, die durch die Bundesmantelverträge umgesetzt werden müssen. Dieses sind im Wesentlichen:
- Nach  § 87 Abs. 1 SGB V sind durch Bewertungsausschüsse als Bestandteil der Bundesmantelverträge die einheitlichen Bewertungsmaßstäbe für die ärztlichen[6] und die zahnärztlichen Leistungen zu[7] vereinbaren.
- Nach § 92 Abs. 8 SGB V sind die Richtlinien des Gemeinsamen Bundesausschusses (G-BA)[8] Bestandteil der Bundesmantelverträge, soweit sie auf der Grundlage von § 92 SGB V ergangen sind und die vertragsärztliche oder die vertragszahnärztliche Versorgung betreffen.
- Vereinbarungen über Vordrucke und Nachweise gemäß  § 87 Abs. 1 Satz 2 bis 5 SGB V und  § 295 Abs. 3 Nr. 2 SGB V
- Vereinbarung über die Voraussetzungen für die Ausführung und Abrechnung ärztlicher Untersuchungs- und Behandlungsmethoden, die besondere Kenntnisse, Erfahrungen oder anderer Anforderungen bedürfen   (§ 135 Abs. 2 Satz 1 SGB V)
- Vereinbarung über die Abrechnung (z. B. Abrechnungsverfahren und Datenaustausch (§ 295 Abs. 3 SGB V))
- Vereinbarung zur Einführung und Gestaltung zur Krankenversichertenkarte  § 291 Abs. 3 SGB V. Diese wurde mittlerweile zur elektronischen Gesundheitskarte nach  § 291a SGB V ausgeweitet.

Die Inhalte der BMVe im vertragsärztlichen und im vertragszahnärztlichen Bereich unterscheiden sich stark, insbesondere weist der BMV-Ärzte (BMV-Ä) eine erheblich höhere Regelungsdichte auf.
Der BMV-Ä ist zum 1. Oktober 2013 in einer für alle Krankenkassen geltenden Fassung in Kraft getreten.

## Bundesmantelvertrag-Zahnärzte (BMV-Z)
Im vertragszahnärztlichen Bereich bestanden zwei Bundesmantelverträge. Der Bundesmantelvertrag-Zahnärzte (BMV-Z) galt für den Bereich der Primärkassen und wurde im Jahr 2007 zwischen der KZBV und den damalig bestehenden Spitzenorganisationen der Primärkassen vereinbart. Der Ersatzkassenvertrag-Zahnärzte (EKV-Z) galt für den Bereich der Ersatzkassen und wurde zum 1. Januar 2005 durch das Bundesschiedsamt im Jahr 2004 festgesetzt.
Beide Verträge wurden zum 1. April 2014 aufgrund einer Vereinbarung über das Antrags- bzw. Genehmigungsverfahren für vertragszahnärztliche Leistungen sowie das Gutachterwesen geändert.
Die bisher für Primär- und Ersatzkassen getrennt verhandelten Bundesmantelverträge BMV-Z und EKV-Z sind zu einem einheitlichen Bundesmantelvertrag – Zahnärzte (BMV-Z) zusammengeführt worden, der am 1. Juli 2018 in Kraft getreten ist.